# Combe (Herefordshire)
Combe – wieś w Anglii, w hrabstwie Herefordshire. Leży 29 km na północny zachód od miasta Hereford i 213 km na północny zachód od Londynu.